# Micromys erythrotis
Micromys erythrotis — один із пацюків (Rattini) з роду Micromys. Живе в Азії — Китай, Тайвань, Індія, М'янма, Лаос, В'єтнам.